# Lucie Dejardin
Lucie Dejardin (Grivegnée, 31 juli 1875 - Luik, 28 oktober 1945) was een Belgische politica. Ze werd de eerste vrouwelijke Belgische volksvertegenwoordiger toen ze in 1929 voor het arrondissement Luik werd verkozen. Daarnaast was Dejardin ook gemeenteraadslid van Luik.

## Levensloop
Lucie Dejardin behoorde tot een familie van mijnwerkers en groeide op als zevende kind in een gezin met elf kinderen. Ze volgde tot aan haar tiende lager onderwijs en nam daarna verschillende banen aan om mee in het levensonderhoud van haar gezin te voorzien. Lucie Dejardin werd eerst opdienster in een café en werkte vanaf haar dertiende als arbeidster voor een mijnvennootschap, maar drie jaar later werd ze ontslagen omdat ze de erbarmelijke arbeidsomstandigheden in de mijnbouw aan de kaak had gesteld. Ze werd nadien knecht op een boerderij en hulpje in een glasblazerij. Daarna ging ze als wasvrouw en eindstrijkster aan de slag in een wasserij, waarna zij handelsreiziger werd voor een alcohol- en tabakshandelaar. In het kader van dit beroep reisde ze door het industriële bekken van Luik, dat ze hierdoor goed leerde kennen. Dejardin, die tevens volwassenenonderwijs volgde in de zondagsschool en een opleiding tot boekhoudster doorliep, werd vervolgens aangeworven als verkoopster bij de Luikse coöperatie La Populaire. Samen met haar oudere broer Joseph Dejardin, die later volksvertegenwoordiger en burgemeester van Beyne-Heusay werd, verdiepte Lucie Dejardin zich van kindsbeen af in het socialisme en werd ze actief in verschillende socialistische organisaties en als syndicaal militant.
Tijdens de Eerste Wereldoorlog hadden de Luikse coöperaties die voorzagen in de ravitaillering van de noodlijdende bevolking van de Duitse bezetter de toestemming gekregen om handel te drijven in Nederland, dat een neutrale positie had aangenomen. Dejardin, die tijdens de oorlog deel uitmaakte van de verzetsgroep Dame Blanche, nam deel aan die handelsbetrekkingen en maakte hiervan gebruik om inlichtingen te verschaffen aan de geallieerden. In juli 1915 werd ze aan de Nederlandse grens opgepakt door de Duitsers en wegens spionage opgesloten, eerst in Tongeren en daarna in Aken. Veroordeeld tot een levenslange gevangenisstraf werd Dejardin in januari 1916 geïnterneerd in het strafkamp van Holzminden. Ze probeerde te ontsnappen, maar werd opnieuw gevat.  In december 1917 werd Dejardin in het kader van een gevangenenruil opnieuw vrijgelaten, waarna ze tot het einde van de oorlog in Frankrijk verbleef. Hier was ze onder andere begeleidster in kolonies voor Belgische kinderen in Conflans-Sainte-Honorine en Écouen. 
Na afloop van de oorlog en haar terugkeer naar België in maart 1919 werkte Dejardin tot 1922 als arbeidsinspectrice en nadien was ze tot 1929 bestendig secretaris van het Verbond van Socialistische Vrouwen in het arrondissement Luik, waarvan ze in 1910 de medeoprichtster was geweest. Als lid van het lokaal comité van de Union coopérative van Luik werd ze in 1923 tevens voorzitter van de Nationale Federatie van de Gilde van Vrouwelijke Coöperatoren. In 1922 was ze betrokken bij de oprichting van het Nationaal Comité voor Feministische Actie, de nationale vereniging van socialistische vrouwen, en zetelde er in het bestuur. Daarnaast maakte ze deel uit van Open door, een feministische vereniging die opkwam voor de economische belangen van vrouwen, en zetelde ze in 1934 in een waakzaamheidscomité dat opkwam tegen een wetsvoorstel van de katholieke senator, pater Georges Rutten, dat getrouwde vrouwen wilde verbieden om te werken. Dejardin was aanwezig op tal van conferenties en meetings van feministische verenigingen en daarnaast kwam ze op voor de belangen van kinderen, zo voorzag ze in bescherming voor kinderen getroffen door de Spaanse Burgeroorlog en richtte ze in Comblain-au-Pont een jeugdvakantiecentrum op waar arbeiderskinderen in open lucht konden ontspannen. 
Na de Eerste Wereldoorlog toonde Lucie Dejardin zich een overtuigd aanhangster van het pacifisme en trad ze toe tot de Internationaal Vrouwenbond voor Vrede en Vrijheid, waar ze vanaf 1921 lid was van het Uitvoerend Comité. Ze vertegenwoordigde de Belgische socialistische vrouwen op internationale vredescongressen in Hamburg, Marseille, Parijs, Zürich, Praag, Wenen en Den Haag en trad toe tot de universele vredesbeweging. Daarnaast kwam ze op tegen de vervolging van communisten in Nazi-Duitsland en was ze tijdens de Spaanse Burgeroorlog een overtuigde bondgenoot van de Republikeinen.
Van 1920 tot 1940 zetelde Dejardin in het federaal comité van de Belgische Werkliedenpartij-federatie van het arrondissement Luik, waarvan ze van 1922 tot 1929 en van 1937 tot 1940 de facto bestendig secretaris was. Door haar populariteit binnen de Luikse BWP en haar status als oorlogsgevangene kreeg ze vanaf de verkiezingen van 1921 een plaats op de Luikse Kamerlijst van de BWP. Van 1926 tot aan haar overlijden in 1945 was Dejardin daarnaast gemeenteraadslid van de stad Luik.
Bij de verkiezingen van mei 1929 kreeg Dejardin de achtste plaats toegewezen op de BWP-Kamerlijst van het arrondissement Luik, in feite een onverkiesbare plaats. Dejardin slaagde er echter toch in om een Kamerzetel te veroveren en werd zo de eerste vrouwelijke volksvertegenwoordiger in de Belgische geschiedenis. Ze zetelde in de Kamer tot in 1936 en werd toen niet herkozen. In de Kamer hield Dejardin zich vooral bezig met sociale voorzorg, arbeidsongevallen en vrouwenrechten, waarbij thema’s zoals ongelijkheid op de werkvloer, subsidies voor de huisvrouw en kinderwelzijn haar nauw aan het hart lagen. Ook pleitte ze voor meer veiligheid op de werkvloer en eiste ze subsidies voor huisvrouwen. Daarnaast zette ze zich in voor meer welzijn en welvaart van arbeiders, en in het bijzonder voor arbeidsters, en streefde ze naar een hervorming van het burgerlijk wetboek, zodat vrouwen meer rechten zouden krijgen.
Tijdens de Tweede Wereldoorlog trok Dejardin in mei 1940 naar Groot-Brittannië. Vanaf 1941 werkte ze voor de Belgische regering van ballingschap op het ministerie van Arbeid, waar ze zich bekommerde om de opvang van Belgische vluchtelingen. Na de Bevrijding in september 1944 keerde ze met een regeringsvliegtuig terug naar België en werd ze opnieuw Kamerlid als opvolgster de tijdens de oorlog overleden Georges Truffaut. Ze bleef het ambt  bekleden tot aan haar overlijden in oktober 1945. Dejardin kampte lang met longproblemen, maar een hartstilstand werd haar fataal. 